# Římskokatolická farnost Střítež nad Ludinou
Římskokatolická farnost Střítež nad Ludinou je územní společenství římských katolíků s farním kostelem svatého Matouše v děkanátu Hranice. 

## Historie farnosti
První písemná zmínka o obci pochází z roku 1371.

## Duchovní správci
Od července 2010 byl administrátorem excurrendo R. D. Mgr. Jiří Doležel. Toho s platností od července 2018 vystřídal R. D. Mgr. Janusz Zenon Łomzik.

## Bohoslužby
| Kostel          | Místo               | Bohoslužba (den) | Hodina                                                                     | Poznámka     |
| --------------- | ------------------- | ---------------- | -------------------------------------------------------------------------- | ------------ |
| svatého Matouše | Střítež nad Ludinou | neděle pátek     | 8.00 (sudé měsíce)/9.30 (liché měsíce) 18.00 (zimní čas)/19.00 (letní čas) | farní kostel |

## Aktivity ve farnosti
Ve farnosti se pravidelně̟ koná tříkrálová sbírka. V roce 2017 se vybralo 33 643 korun.
Od roku 1998 vychází farní zpravodaj pro farnosti Hranice na Moravě, Střítež nad Ludinou a Jindřichov. Při bohoslužbách účinkuje schola a chrámový sbor.